# Luis Vogt
Luis Vogt (21 febbraio 2002) è uno sciatore alpino tedesco.

## Biografia
Specialista delle prove veloci originario di Garmisch-Partenkirchen e figlio di Wolfgang, a sua volta sciatore alpino, Vogt, attivo dal novembre del 2018, ha esordito in Coppa Europa il 7 dicembre 2020 a Zinal in supergigante (63º) e ai Mondiali juniores di Panorama 2022 ha vinto la medaglia di bronzo nella discesa libera; nella medesima specialità ha debuttato in Coppa del Mondo, il 26 novembre 2022 a Lake Louise (51º), e ha conquistato il primo podio in Coppa Europa, il 20 dicembre dello stesso anno a Sankt Moritz (3º). Ai successivi Mondiali juniores di Sankt Anton am Arlberg 2023 ha conquistato la medaglia d'argento nella combinata a squadre; ai Mondiali di Saalbach-Hinterglemm 2025, suo esordio iridato, non ha completato né la discesa libera né supergigante. Non ha preso parte a rassegne olimpiche.

## Palmarès

### Mondiali juniores
- 2 medaglie:
  - 1 argento (combinata a squadre a Sankt Anton am Arlberg 2023)
  - 1 bronzo (discesa libera a Panorama 2022)

### Coppa del Mondo
- Miglior piazzamento in classifica generale: 97º nel 2025

### Coppa Europa
- Miglior piazzamento in classifica generale: 26º nel 2023
- 2 podi:
  - 1 secondi posto
  - 1 terzo posto

### Campionati tedeschi
- 2 medaglie:
  - 1 oro (discesa libera nel 2025)
  - 1 bronzo (discesa libera nel 2023)